# 前山街道
前山街道是中国广东省珠海市香洲区下辖的一个街道。前山街道辖区面积53平方公里，下辖21个社区，常住人口17.8万人，其中户籍人口4.8万人。2003年全区国内生产总值约68亿元。是一个以建材为特色、工业为主体，经济商贸繁荣、文化教育发达、人口集中的城郊结合街道。在今日珠海市前山街道有沈志亮的紀念墓。
2020年6月22日，原前山街道办24个社区中，长沙、南溪、春晖、红荔、梅溪、福溪、沥溪、界涌和东坑等9个社区居委会正式被划入新設立的凤山街道办管辖范围。

## 行政区划
前山街道下辖以下地区：
前山社区、兰埔社区、金钟社区、白石社区、夏村社区、圆明社区、中山亭社区、莲塘社区、造贝社区、南沙湾社区、福石社区、岱山社区、翠微社区、逸仙社区、翠景社区、凤祥社区。

## 教育機構
- 前山中学：为珠海市最古老的中学，有250年历史。始建于1757年。为珠海市直属中学。
- 珠海市第十中学：始建于2008年。为香洲区直属中学。
- 前山小学
- 启明学校
- 暨南大学珠海校区